# 1590 en littérature
| Années de la littérature : 1587 - 1588 - 1589 - 1590 - 1591 - 1592 - 1593    |
| Décennies de la littérature : 1560 - 1570 - 1580 - 1590 - 1600 - 1610 - 1620 |

Cet article présente les faits marquants de l'année 1590 en littérature.

## Événements
- 27 mai : la fille de Michel de Montaigne, Léonor Eyquem, épouse le chevalier François de La Tour[1].

- Ouverture à Sabbioneta, en Lombardie du Teatro all'Antica construit en 1588-1590 par l'architecte Vincenzo Scamozzi pour le duc Vespasien Gonzague[2].
- 1590-1592 : le dramaturge anglais William Shakespeare (1564-1616) travaille à la « première tétralogie », les trois parties d’Henri VI, cycle historique qui met en scène la Guerre des Deux-Roses, suivies d'une pièce sur Richard III[3].

## Parutions
- Après le 25 mars : publication à Londres des trois premiers livres de The Faerie Queene (« La Reine des fées »), poème allégorique du d'Edmund Spenser (1552-1599)[4].

- Philosophia Sensibus Demonstrata, manifeste de Tommaso Campanella (1568-1639, moine et philosophe italien), est publié à Naples ; cette œuvre défend les théories naturalistes de Bernardino Telesio, ce qui le fait être accusé d'hérésie et le condamne à la prison[5].
- The Countess of Pembroke's Arcadia (en) (« L'Arcadie de la comtesse de Pembroke »), roman pastoral du poète anglais Philip Sidney (1554-1586), est publiée après sa mort à Londres par William Ponsonby[6], puis en 1593 par sa sœur Mary Pembroke[7].
- Rosalynde, Euphues golden legacie, roman de Thomas Lodge[8].
- Il pastor fido (« Le Berger fidèle ») tragi-comédie pastorale de Giovanni Battista Guarini écrite entre 1580 et 1585, est publiée à Venise chez Giovanni Battista Bonfadino[9].
- Tamburlaine the Great (« Tamerlan le Grand »), drame de Christopher Marlowe écrit avant 1587[10].
- Epigrammata et poematia vetera sur Gallica, recueil d'épigrammes de Pierre Pithou[11].

## Naissances
- Avril : Théophile de Viau, poète et dramaturge baroque français († 25 septembre 1626).

## Décès
- 12 février : François Hotman, écrivain et avocat français (né en 1524).
- 28 août : Guillaume du Bartas, écrivain et poète français (né en 1544).
- Après le 1er septembre :
  - George Puttenham, écrivain anglais né vers 1529 (date de son testament).
  - Étienne Tabourot dit "Tabourot des Accords", poète français (né en 1549), mort probablement avant le 6 novembre[12].
- 20 septembre : Robert Garnier, poète et dramaturge français (né en 1545).